# Abadía de Alvastra
El Convento de Alvastra (en sueco Alvastra kloster) fue un monasterio medieval católico en Suecia, localizado en el pequeño pueblo de alvastra , en la provincia de Östergötland. Fue fundado en 1143 por monjes de la Orden del Císter procedentes de la Abadía de Claraval en Francia.

## Descripción
Los monjes cistercienses fundaron Alvastra de modo paralelo a la construcción del Convento de Nydala, uno más de los monasterios de la orden en Suecia. Alvastra fue con el tiempo el más importante convento cisterciense del país, y dio origen a otros conventos menores.
El convento se incendió en 1312 y nuevamente a comienzos del siglo XV. Santa Brígida y su marido vivieron en el convento a mediados del siglo XIV. Se ha dicho que Brígida se inspiró en las reglas de los monjes cistercienses para formular las de su propia orden.
En los tiempos de la reforma protestante en Suecia, todos los bienes del convento fueron confiscados por la corona. Las piedras de la construcción fueron ocupadas para la construcción de los castillos de Vadstena y Visingborg, acción que condujo a la desaparición del edificio.
Las primeras investigaciones arqueológicas de las ruinas ocurrieron en 1893 y las excavaciones comenzarían en 1917 para terminar en la década de los 50, cuando las ruinas del convento quedaron expuestas ante el público.